# Eyalet di Ankara
L'eyalet di Ankara (in turco Eyalet-i Ankara), noto anche col nome di eyalet di Bosok (in turco Eyalet-i Bozok), fu un eyalet dell'Impero ottomano. Esso ebbe per capoluogo l'attuale capitale della Turchia, Ankara appunto.

## Geografia antropica

### Suddivisioni amministrative
I sanjak dell'eyalet di Ankara a metà del XIX secolo erano:
1. sanjak di Kaisarieh (Cesarea)
2. sanjak di Bosok (Yozgat)
3. sanjak di Ankara (Ankara)
4. sanjak di Kiangri (Cangara)